# Comuna Forshaga
Forshaga (Forshaga kommun) este o comună din comitatul Värmlands län, Suedia, cu o populație de 11.292 locuitori (2013).

## Geografie

### Zone urbane
Lista celor mai mari zone urbane din comună (anul 2015) conform Biroului Central de Statistică al Suediei:
| Nr | Zona urbană | Pop.  |
| -- | ----------- | ----- |
| 1  | Forshaga    | 6.361 |
| 2  | Deje        | 2.702 |
| 3  | Dyvelsten   | 241   |

## Demografie
| \| Evoluția demografică în comuna Forshaga, 1970–2015 \| Evoluția demografică în comuna Forshaga, 1970–2015 \| Evoluția demografică în comuna Forshaga, 1970–2015 \| Evoluția demografică în comuna Forshaga, 1970–2015 \| Evoluția demografică în comuna Forshaga, 1970–2015 \| \| ----------------------------------------------------------------------------------------------------- \| -------------------------------------------------- \| -------------------------------------------------- \| -------------------------------------------------- \| -------------------------------------------------- \| \| An \| \| \| Locuitori \| \| \| 1970 \| 1970 \| \| 9490 \| 9490 \| \| 1975 \| 1975 \| \| 11224 \| 11224 \| \| 1980 \| 1980 \| \| 12019 \| 12019 \| \| 1985 \| 1985 \| \| 11583 \| 11583 \| \| 1990 \| 1990 \| \| 11913 \| 11913 \| \| 1995 \| 1995 \| \| 12001 \| 12001 \| \| 2000 \| 2000 \| \| 11589 \| 11589 \| \| 2005 \| 2005 \| \| 11515 \| 11515 \| \| 2010 \| 2010 \| \| 11266 \| 11266 \| \| 2015 \| 2015 \| \| 11379 \| 11379 \| \| Sursa: SCB - Statistika Centralbyrån, Folkmängd efter region, civilstånd, ålder och kön. År 1968–2016 \| \| \| \| \| |      |  |           |       |
| Evoluția demografică în comuna Forshaga, 1970–2015 |      |  |           |       |
| An |      |  | Locuitori |       |
| 1970 | 1970 |  | 9490      | 9490  |
| 1975 | 1975 |  | 11224     | 11224 |
| 1980 | 1980 |  | 12019     | 12019 |
| 1985 | 1985 |  | 11583     | 11583 |
| 1990 | 1990 |  | 11913     | 11913 |
| 1995 | 1995 |  | 12001     | 12001 |
| 2000 | 2000 |  | 11589     | 11589 |
| 2005 | 2005 |  | 11515     | 11515 |
| 2010 | 2010 |  | 11266     | 11266 |
| 2015 | 2015 |  | 11379     | 11379 |
| Sursa: SCB - Statistika Centralbyrån, Folkmängd efter region, civilstånd, ålder och kön. År 1968–2016 |      |  |           |       |